# Copa Suzuki AFF 2014
El Campeonato de fútbol de la ASEAN, patrocinado por Suzuki y oficialmente conocido como la Copa Suzuki AFF 2014, fue la décima edición del torneo para selecciones pertenecientes a la Asociación de Naciones del Sudeste Asiático ASEAN. Fue coorganizada por los países de Singapur y Vietnam, y se llevó a cabo desde el 22 de noviembre hasta el 20 de diciembre de 2014.

## Países sedes
Singapur y Vietnam fueron declarados como coanfitriones en el consejo de la Federación de Fútbol de la ASEAN (AFF) reunido el 3 de abril de 2013. En un principio la candidatura de Filipinas e Indonesia también se consideraron como posibles coanfitriones.

### Estadios
| Singapur            | Singapur            | Hanoi                        | Hanoi                  |
| ------------------- | ------------------- | ---------------------------- | ---------------------- |
| National Stadium    | Jalan Besar Stadium | Mỹ Đình National Stadium     | Hàng Đẫy Stadium       |
| Capacidad: 55,000   | Capacidad: 8,000    | Capacidad: 40,192            | Capacidad: 22,500      |
| National Stadium    | Jalan Besar Stadium | Mỹ Đình National Stadium     | Hàng Đẫy Stadium       |
| Bangkok             | Shah Alam           | Kuala Lumpur                 | Manila                 |
| Rajamangala Stadium | Shah Alam Stadium   | Bukit Jalil National Stadium | Rizal Memorial Stadium |
| Capacidad: 49,722   | Capacidad: 80,372   | Capacidad: 110,000           | Capacidad: 12,873      |
| Rajamangala Stadium | Shah Alam Stadium   | Bukit Jalil National Stadium | Rizal Memorial Stadium |

## Ronda clasificatoria
Fue el torneo en el que participaron las cinco selecciones de menor puntuación en el sudeste de Asia, se desarrolló en la ciudad de Vientián en Laos entre el 12 y 20 de octubre de 2014. Se utilizaron el Estadio Nacional de Laos y el Nuevo Estadio Nacional de Laos.
El torneo otorgó dos plazas para el torneo final, las cuales fueron ganadas por Birmania y por Laos.
| Pos. | Equipo         | Pts. | PJ | G | E | P | GF | GC | Dif. | Clasificación |
| ---- | -------------- | ---- | -- | - | - | - | -- | -- | ---- | ------------- |
| 1    | Birmania       | 10   | 4  | 3 | 1 | 0 | 6  | 2  | +4   | Clasificados  |
| 2    | Laos (H)       | 9    | 4  | 3 | 0 | 1 | 10 | 6  | +4   | Clasificados  |
| 3    | Camboya        | 6    | 4  | 2 | 0 | 2 | 6  | 6  | 0    |               |
| 4    | Timor Oriental | 4    | 4  | 1 | 1 | 2 | 6  | 7  | −1   |               |
| 5    | Brunéi         | 0    | 4  | 0 | 0 | 4 | 5  | 12 | −7   |               |

 Fuente: 
| 12 de octubre de 2014 | Timor Oriental                            | 4 – 2   | Brunéi                   | New Laos National Stadium, Vientiane |                                     |
|                       | Murilo 6', 70', 80' · Patrick Fabiano 88' | Reporte | Adi 35' · Fakharrazi 41' | Árbitro(s): Rowan Arumughan (India)  | Árbitro(s): Rowan Arumughan (India) |

| 12 de octubre de 2014 | Laos                               | 3 – 2   | Camboya                       | New Laos National Stadium, Vientiane |                             |
|                       | Sihavong 54' · Sayavutthi 70', 81' | Reporte | Laboravy 73' · Chanrasmey 75' | Árbitro(s): Adham Makhadmeh          | Árbitro(s): Adham Makhadmeh |

| 14 de octubre de 2014 | Brunéi                          | 2 – 4   | Laos                                        | New Laos National Stadium, Vientiane |                                |
|                       | Fakharrazi 32' · Shah Razen 88' | Reporte | Vongchiengkham 3', 6', 68' · Sayavutthi 49' | Árbitro(s): Dmitriy Mashentsev       | Árbitro(s): Dmitriy Mashentsev |

| 14 de octubre de 2014 | Birmania | 0 – 0   | Timor Oriental | New Laos National Stadium, Vientiane |                         |
|                       |          | Reporte |                | Árbitro(s): Jumpei Iida              | Árbitro(s): Jumpei Iida |

| 16 de octubre de 2014 | Timor Oriental             | 2 – 3   | Camboya                  | New Laos National Stadium, Vientiane |                     |
|                       | Anggisu 25' · Bertoldo 51' | Reporte | Chanrasmey 64', 78', 82' | Árbitro(s): Fu Ming                  | Árbitro(s): Fu Ming |

| 16 de octubre de 2014 | Brunéi  | 1 – 3   | Birmania                                       | New Laos National Stadium, Vientiane |                             |
|                       | Adi 78' | Reporte | Min Min Thu 48' · Kyaw Ko Ko 53' · Kyi Lin 82' | Árbitro(s): Adham Makhadmeh          | Árbitro(s): Adham Makhadmeh |

| 18 de octubre de 2014 | Camboya | 0 – 1   | Birmania              | New Laos National Stadium, Vientiane |                         |
|                       |         | Reporte | Kyaw Ko Ko 42' (pen.) | Árbitro(s): Jumpei Iida              | Árbitro(s): Jumpei Iida |

| 18 de octubre de 2014 | Laos                                | 2 – 0   | Timor Oriental | New Laos National Stadium, Vientiane |                     |
|                       | Khochalern 32' · Vongchiengkham 64' | Reporte |                | Árbitro(s): Fu Ming                  | Árbitro(s): Fu Ming |

| 20 de octubre de 2014 | Birmania                                        | 2 – 1   | Laos                    | New Laos National Stadium, Vientiane |                                |
|                       | Nanda Lin Kyaw Chit 43' · Kyaw Ko Ko 80' (pen.) | Reporte | Souksavanh 90+4' (pen.) | Árbitro(s): Dmitriy Mashentsev       | Árbitro(s): Dmitriy Mashentsev |

| 20 de octubre de 2014 | Camboya     | 1 – 0   | Brunéi | Chao Anouvong Stadium, Vientiane |                             |
|                       | Chhoeun 56' | Reporte |        | Árbitro(s): Rowan Arumughan      | Árbitro(s): Rowan Arumughan |

## Fase de grupos

### Grupo A
| Pos. | Equipo      | Pts. | PJ | G | E | P | GF | GC | Dif. | Clasificación |
| ---- | ----------- | ---- | -- | - | - | - | -- | -- | ---- | ------------- |
| 1    | Vietnam (H) | 7    | 3  | 2 | 1 | 0 | 8  | 3  | +5   | Semifinales   |
| 2    | Filipinas   | 6    | 3  | 2 | 0 | 1 | 9  | 4  | +5   | Semifinales   |
| 3    | Indonesia   | 4    | 3  | 1 | 1 | 1 | 7  | 7  | 0    |               |
| 4    | Laos        | 0    | 3  | 0 | 0 | 3 | 2  | 12 | −10  |               |

 Fuente: 
| 22 de noviembre de 2014, 16:00 | Filipinas | 4:1     | Laos | Estadio Nacional Mỹ Đình, Hanói |                     |
|                                |           | Reporte |      | Árbitro(s): Wang Di             | Árbitro(s): Wang Di |

| 22 de noviembre de 2014, 19:00 | Vietnam | 2:2     | Indonesia | Estadio Nacional Mỹ Đình, Hanói |                         |
|                                |         | Reporte |           | Árbitro(s): Minoru Tōjō         | Árbitro(s): Minoru Tōjō |

| 25 de noviembre de 2014, 16:00 | Filipinas | 4:0     | Indonesia | Estadio Nacional Mỹ Đình, Hanói |                            |
|                                |           | Reporte |           | Árbitro(s): Fahad Al Marri      | Árbitro(s): Fahad Al Marri |

| 25 de noviembre de 2014, 19:00 | Laos | 0:3     | Vietnam | Estadio Nacional Mỹ Đình, Hanói |                                |
|                                |      | Reporte |         | Árbitro(s): Ali Sabah Al-Qaysi  | Árbitro(s): Ali Sabah Al-Qaysi |

| 28 de noviembre de 2014, 19:00 | Indonesia | 5:1     | Laos | Estadio Hàng Đẫy, Hanói        |                                |
|                                |           | Reporte |      | Árbitro(s): Ali Sabah Al-Qaysi | Árbitro(s): Ali Sabah Al-Qaysi |

| 28 de noviembre de 2014, 19:00 | Vietnam | 3:1     | Filipinas | Estadio Nacional Mỹ Đình, Hanói |                         |
|                                |         | Reporte |           | Árbitro(s): Minoru Tōjō         | Árbitro(s): Minoru Tōjō |

### Grupo B
| Pos. | Equipo       | Pts. | PJ | G | E | P | GF | GC | Dif. | Clasificación |
| ---- | ------------ | ---- | -- | - | - | - | -- | -- | ---- | ------------- |
| 1    | Tailandia    | 9    | 3  | 3 | 0 | 0 | 7  | 3  | +4   | Semifinales   |
| 2    | Malasia      | 4    | 3  | 1 | 1 | 1 | 5  | 4  | +1   | Semifinales   |
| 3    | Singapur (H) | 3    | 3  | 1 | 0 | 2 | 6  | 7  | −1   |               |
| 4    | Birmania     | 1    | 3  | 0 | 1 | 2 | 2  | 6  | −4   |               |

 Fuente: 
| 23 de noviembre de 2014, 17:00 | Malasia | 0:0     | Myanmar | Estadio Jalan Besar, Singapur  |                                |
|                                |         | Reporte |         | Árbitro(s): Çarymurat Kurbanow | Árbitro(s): Çarymurat Kurbanow |

| 23 de noviembre de 2014, 20:00 | Singapur | 1:2     | Tailandia | Estadio Nacional, Singapur  |                             |
|                                |          | Reporte |           | Árbitro(s): Alireza Faghani | Árbitro(s): Alireza Faghani |

| 26 de noviembre de 2014, 17:00 | Malasia | 2:3     | Tailandia | Estadio Jalan Besar, Singapur |                          |
|                                |         | Reporte |           | Árbitro(s): Ahmed Al-Kaf      | Árbitro(s): Ahmed Al-Kaf |

| 26 de noviembre de 2014, 20:00 | Myanmar | 2:4     | Singapur | Estadio Nacional, Singapur  |                             |
|                                |         | Reporte |          | Árbitro(s): Ilgiz Tantashev | Árbitro(s): Ilgiz Tantashev |

| 29 de noviembre de 2014, 20:00 | Tailandia | 2:0 | Myanmar | Estadio Jalan Besar, Singapur  |  |
|                                |           |     |         | Árbitro(s): Çarymurat Kurbanow |  |

| 29 de noviembre de 2014, 20:00 | Singapur | 1:3 | Malasia | Estadio Nacional, Singapur |  |
|                                |          |     |         | Árbitro(s): Ahmed Al-Kaf   |  |

## Fase final
- Los partidos de semifinales y final se disputan a partidos de ida y regreso en el estadio del país que ejerce de local.
|  | Semifinales | Semifinales | Semifinales | Semifinales | Semifinales |   |           | Final     | Final | Final | Final | Final |
|  |             |             |             |             |             |   |           |           |       |       |       |       |
|  | A 2         | Filipinas   | 0           | 0           | 0           |   |           |           |       |       |       |       |
|  | B 1         | Tailandia   | 0           | 3           | 3           |   |           |           |       |       |       |       |
|  |             |             |             |             |             |   | Tailandia | Tailandia | 2     | 2     | 4     |       |
|  |             | Malasia     | Malasia     | 0           | 3           | 3 |           |           |       |       |       |       |
|  | B 2         | Malasia     | 1           | 4           | 5           |   |           |           |       |       |       |       |
|  | A 1         | Vietnam     | 2           | 2           | 4           |   |           |           |       |       |       |       |

### Semifinales
| 6 de diciembre de 2014, 20:00 | Filipinas | 0 : 0   | Tailandia | Estadio Conmemorativo Rizal, Manila |                              |
|                               |           | Reporte |           | Árbitro(s): Abdullah Balideh        | Árbitro(s): Abdullah Balideh |

| 10 de diciembre de 2014, 19:00 | Tailandia                                             | 3 : 0 (Global 3 : 0) | Filipinas | Estadio Rajamangala, Bangkok |                          |
|                                | Chanathip Songkrasin 6' · Kroekrit Thaweekarn 57' 86' | Reporte              |           | Árbitro(s): Kim Sang-woo     | Árbitro(s): Kim Sang-woo |

| 7 de diciembre de 2014, 20:00 | Malasia                     | 1 : 2   | Vietnam                                | Estadio Shah Alam, Kuala Lumpur |                     |
|                               | Mohd Safiq Rahim 14' (pen.) | Reporte | Võ Huy Toàn 32' · Nguyễn Văn Quyết 60' | Árbitro(s): Ma Ning             | Árbitro(s): Ma Ning |

| 11 de diciembre de 2014, 19:00 | Vietnam                     | 2 : 4 (Global 4 : 5) | Malasia                                                                                      | Estadio Nacional Mỹ Đình, Hanói |                          |
|                                | Lê Công Vinh 22' (pen.) 79' | Reporte              | Mohd Safiq Rahim 4' (pen.) · Dhia Azrai Naim Rosman 16' · Faris Ramli 29' · Safawi Rasid 43' | Árbitro(s): Masaaki Toma        | Árbitro(s): Masaaki Toma |

### Final
| 17 de diciembre de 2014, 19:00 | Tailandia                                            | 2 : 0   | Malasia | Estadio Rajamangala, Bangkok   |                                |
|                                | Charyl Chappuis 71' (pen.) · Kroekrit Thaweekarn 85' | Reporte |         | Árbitro(s): Valentin Kovalenko | Árbitro(s): Valentin Kovalenko |

| 20 de diciembre de 2014, 20:00 | Malasia                                                    | 3 : 2 (Global 3 : 4) | Tailandia                                      | Estadio Nacional Bukit Jalil, Kuala Lumpur                  |                                                             |
|                                | Mohd Safiq Rahim 7' (pen.) 58' · Dominic Tan Jun Jin 45+2' | Reporte              | Charyl Chappuis 82' · Chanathip Songkrasin 87' | Asistencia: 85.000 espectadores Árbitro(s): Alireza Faghani | Asistencia: 85.000 espectadores Árbitro(s): Alireza Faghani |

## Campeón
|                              |
| Bandera de Tailandia         |
| Campeón Tailandia 4.º título |

## Clasificación final
| Equipo | Equipo    | Pts | PJ | PG | PE | PP | GF | GC | Dif |
| ------ | --------- | --- | -- | -- | -- | -- | -- | -- | --- |
| 1      | Tailandia | 16  | 7  | 5  | 1  | 1  | 14 | 6  | +8  |
| 2      | Malasia   | 10  | 7  | 3  | 1  | 3  | 13 | 12 | +1  |
| 3      | Vietnam   | 10  | 5  | 3  | 1  | 1  | 12 | 8  | +4  |
| 4      | Filipinas | 7   | 5  | 2  | 1  | 2  | 9  | 7  | +2  |
| 5      | Indonesia | 4   | 3  | 1  | 1  | 1  | 7  | 7  | 0   |
| 6      | Singapur  | 3   | 3  | 1  | 0  | 2  | 6  | 7  | -1  |
| 7      | Birmania  | 1   | 3  | 0  | 1  | 2  | 2  | 6  | -4  |
| 8      | Laos      | 0   | 3  | 0  | 0  | 3  | 2  | 12 | -10 |

## Goleadores
6 goles
- Mohd Safiq Rahim

4 goles
- Lê Công Vinh
- Charyl Chappuis

3 goles
- Kroekrit Thaweekarn

2 goles
- Ramdhani Lestaluhu
- Zulham Zamrun
- Khampheng Sayavutthi
- Patrick Reichelt
- Phil Younghusband
- Hariss Harun
- Khairul Amri
- Adisak Kraisorn
- Vũ Minh Tuấn

1 gol
- Evan Dimas
- Samsul Arif
- Mohd Amri Yahyah
- Norshahrul Idlan Talaha
- Safee Sali
- Shukor Adan
- Kyaw Ko Ko
- Kyaw Zayar Win
- Manuel Ott
- Martin Steuble
- Paul Mulders
- Rob Gier
- Simone Rota
- Shaiful Esah
- Mongkol Tossakrai
- Prakit Deeporm
- Tanaboon Kesarat
- Ngô Hoàng Thịnh
- Nguyễn Huy Hùng
- Nguyễn Văn Quyết
- Phạm Thành Lương
- Quế Ngọc Hải
- Võ Huy Toàn

Autogoles
- Ketsada Souksavanh (ante Indonesia)
- Khin Maung Lwin (ante Singapur)
- Đinh Tiến Thành (ante Malasia)

## Transmisión
| Transmisión de la Copa Suzuki AFF 2014 en el Sureste de Asia | Transmisión de la Copa Suzuki AFF 2014 en el Sureste de Asia | Transmisión de la Copa Suzuki AFF 2014 en el Sureste de Asia | Transmisión de la Copa Suzuki AFF 2014 en el Sureste de Asia | Transmisión de la Copa Suzuki AFF 2014 en el Sureste de Asia |
| País                                                         | Empresa                                                      | Canal                                                        |                                                              |                                                              |
| ------------------------------------------------------------ | ------------------------------------------------------------ | ------------------------------------------------------------ | ------------------------------------------------------------ | ------------------------------------------------------------ |
| Australia                                                    | Nadie                                                        | Nadie                                                        |                                                              |                                                              |
| Brunéi                                                       | RTB                                                          | RTB1                                                         |                                                              |                                                              |
| Camboya                                                      | TVK                                                          | TVK                                                          |                                                              |                                                              |
| Indonesia                                                    | MNC Media                                                    | RCTI, MNCTV, Global TV                                       |                                                              |                                                              |
| Laos                                                         | LNTV                                                         | LNTV1                                                        |                                                              |                                                              |
| Malasia                                                      | Media Prima, Astro                                           | TV3, TV9, Astro Arena                                        |                                                              |                                                              |
| Birmania                                                     | MRTV                                                         | MRTV                                                         |                                                              |                                                              |
| Filipinas                                                    | ABS-CBN Corporation                                          | ABS-CBN Sports+Action                                        |                                                              |                                                              |
| Singapur                                                     | MediaCorp                                                    | Okto: Sports on Okto                                         |                                                              |                                                              |
| Tailandia                                                    | BBTV, TrueVisions                                            | CH7, 7HD True Sport HD,                                      |                                                              |                                                              |
| Timor Oriental                                               | RTTL                                                         | TTL                                                          |                                                              |                                                              |
| Vietnam                                                      | VTV                                                          | VTV2 and VTV6                                                |                                                              |                                                              |
| Transmisión de la Copa Suzuki AFF 2014 a nivel internacional |                                                              |                                                              |                                                              |                                                              |
| Resto de Asia                                                | Fox International Channels                                   | Fox Sports Asia                                              |                                                              |                                                              |